# Escudo antibalas

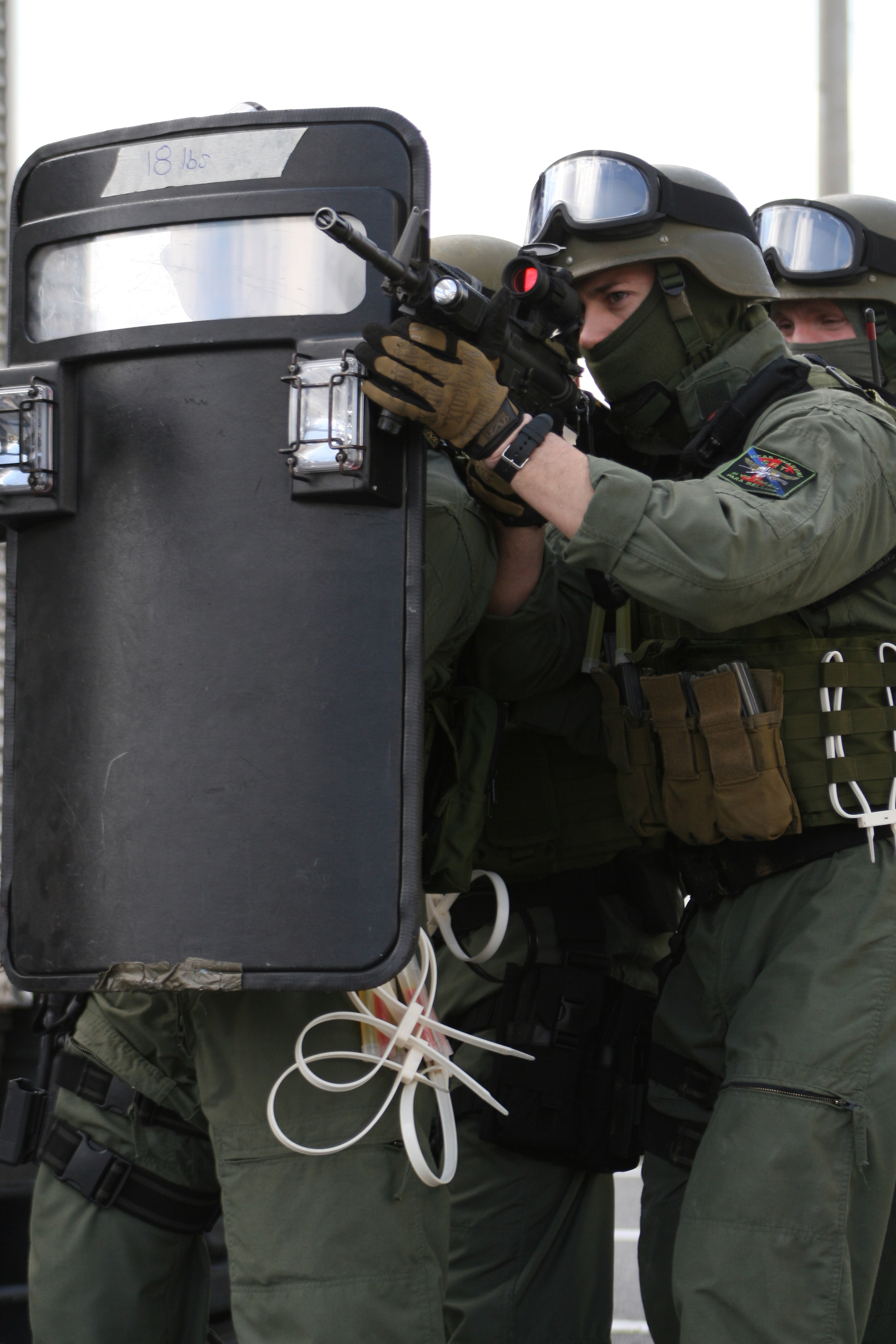
Un escudo balístico con un puerto de visión blindado y focos

Un escudo antibalas, escudo balístico, escudo táctico o escudo blindado es un dispositivo de protección desplegado por las fuerzas policiales y militares que está diseñado para detener o desviar las balas y otros proyectiles disparados contra su portador. Estos escudos también protegen de amenazas menos graves, como los objetos lanzados, aunque suelen utilizarse en situaciones en las que los escudos antidisturbios no ofrecen una protección adecuada.
Los escudos balísticos pueden estar hechos de materiales como el UHMWPE o fibras aramidas preimpregnadas. Pueden tener características como puertos de visión blindados transparentes, manijas ambidiestras y focos para uso nocturno, y pueden ser portátiles o montados en marcos con ruedas. Varían en tamaño, algunos están diseñados para proteger sólo la parte superior del torso y otros para proteger todo el cuerpo. A diferencia de un chaleco balístico, los proyectiles detenidos con éxito por un escudo balístico no transferirán trauma o dolor al portador, ya que están diseñados para no estar en contacto directo con el cuerpo.
Los escudos lo suficientemente pequeños como para ser llevados por una sola persona pueden denominarse "escudos personales" y pueden llevarse en los coches de policía de los Estados Unidos como equipo estándar. El uso de un escudo dependerá tanto de la política como de la situación individual. Puede ser política de una fuerza policial utilizar los escudos sólo en situaciones defensivas, como el establecimiento de un perímetro y la espera de refuerzos, mientras que otras pueden permitir su uso en situaciones ofensivas, como las detenciones de vehículos que se consideran de alto riesgo o el acercamiento a un sospechoso considerado peligroso.
Las características recomendadas de los escudos balísticos para la policía incluyen un sistema de transporte que permite sostenerlo a largo plazo sin fatiga, y la capacidad tanto de recargar un arma corta mientras se sostiene el escudo como de dispararla con precisión con una mano. El porte de un escudo balístico en una mano limitará tanto los tipos de armas de fuego que se pueden utilizar con la otra mano como ciertos métodos de disparo.